# 新堂駅
新堂駅（しんどうえき）は、三重県伊賀市新堂中出にある、西日本旅客鉄道（JR西日本）関西本線の駅である。

## 歴史
- 1921年（大正10年）7月15日：鉄道省（国鉄）関西本線の駅（一般駅）として、柘植駅 - 佐那具駅間に新設開業[3]。
- 1970年（昭和45年）8月1日：貨物営業廃止（旅客駅となる）[3]。
- 1983年（昭和58年）4月1日：駅員無配置駅となる[4]。
- 1987年（昭和62年）4月1日：国鉄分割民営化により、西日本旅客鉄道の駅となる[3]。
- 2002年（平成14年）7月31日：新堂駅南口周辺整備事業が竣工し、島式ホーム上にきっぷ売り場のみの簡易駅舎（新駅舎）が完成する[5]。
- 2021年（令和3年）
  - 3月13日：ICカード「ICOCA」の利用が可能となる[6]
  - 7月1日：亀山鉄道部を廃止。乗務員区所はかめやま運転区に、車両基地は吹田総合車両所京都支所亀山派出所に、輸送指令は亀山指令所にそれぞれ改組。

## 駅構造
島式ホーム1面2線を有し、列車交換が可能な地上駅。場内・出発の各信号機とも一方向のみの設置のため、逆線入線はできない。最盛期には単式ホーム・島式ホーム混合の2面3線を有したが、後に列車本数の削減により中線の線路を撤去し、2面2線の構造となった。その後、下りホーム上に簡易駅舎（切符売り場を併設）が作られたため、上り本線が旧来の駅舎のある単式ホームに面した線路からかつての中線の位置に切り替えられ、島式ホームの構造となった。
開業当初からある旧駅舎は単式ホーム跡に接して置かれていたが、2002年7月に簡易駅舎が新設された後は待合所としてのみ使用されていた。しかし、2019年9月にJR西日本は老朽化を理由として取り壊す予定であることが報道された。なお、旧駅舎は2020年6月に解体された。
当駅の跨線橋は改札内を行き来するものとして長らく使用されたが、新堂駅南口周辺整備事業の一環として改良工事がほどこされ、駅南口方面への行き来ができるようになった。この跨線橋は簡易駅舎の完成に併せて改札外として扱われるようになったため、現在は自由通路として機能している。

### のりば
| ホーム | 路線     | 方向 | 行先               |
| ------ | -------- | ---- | ------------------ |
| 北側   | 関西本線 | 上り | 柘植・亀山方面     |
| 南側   | 関西本線 | 下り | 伊賀上野・加茂方面 |

※案内上ののりば番号は割り当てられていない。
付記事項
- かつて2面3線であった名残から、運転取り扱い上は、下り線が「3番線」とされている。上り線については、現在の中線の位置に移設された際に「2番線」に改められたかどうかは不明である。
- 当駅は有限会社新堂駅管理商会が業務を受託する簡易委託駅である。

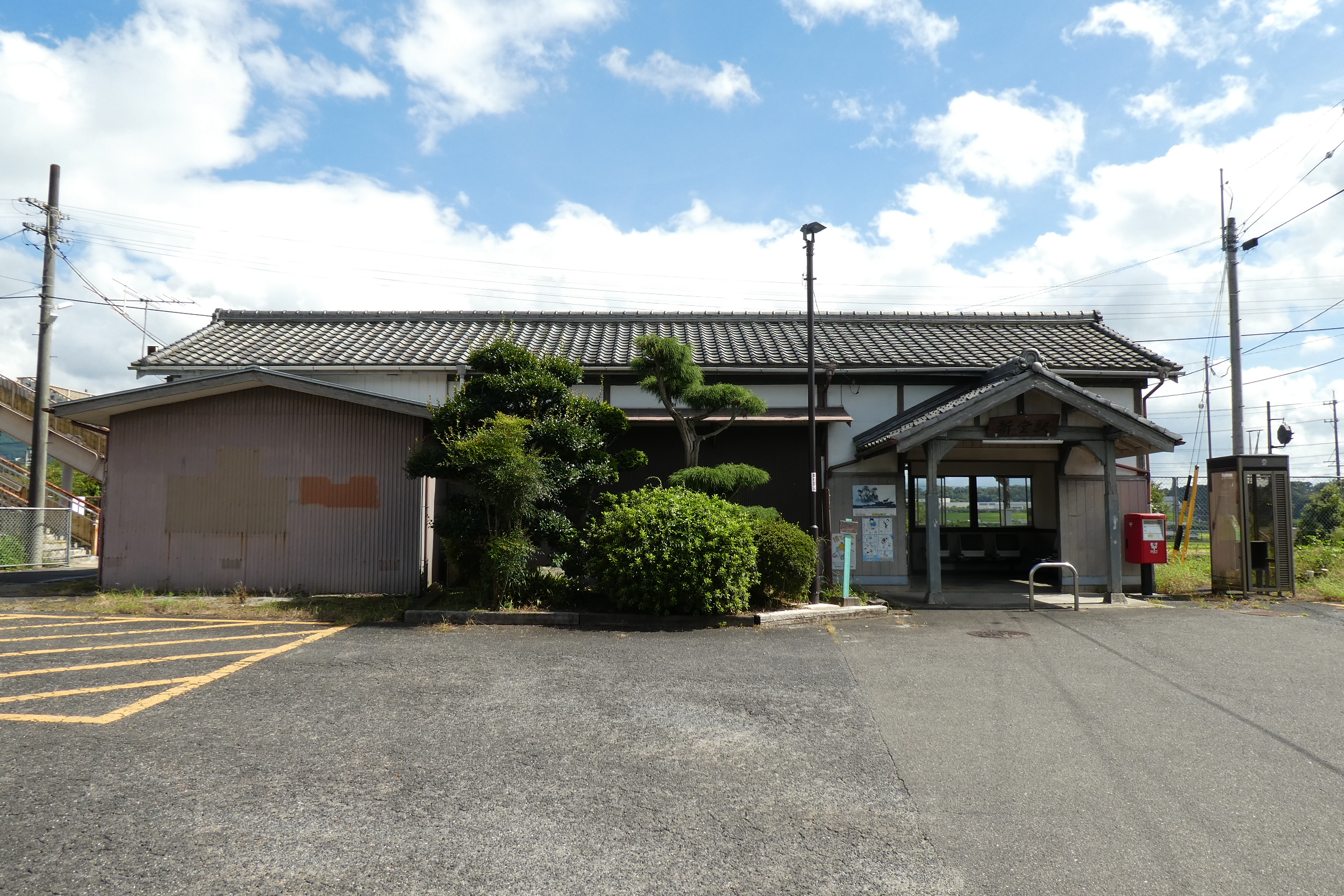
旧駅舎（2019年9月）
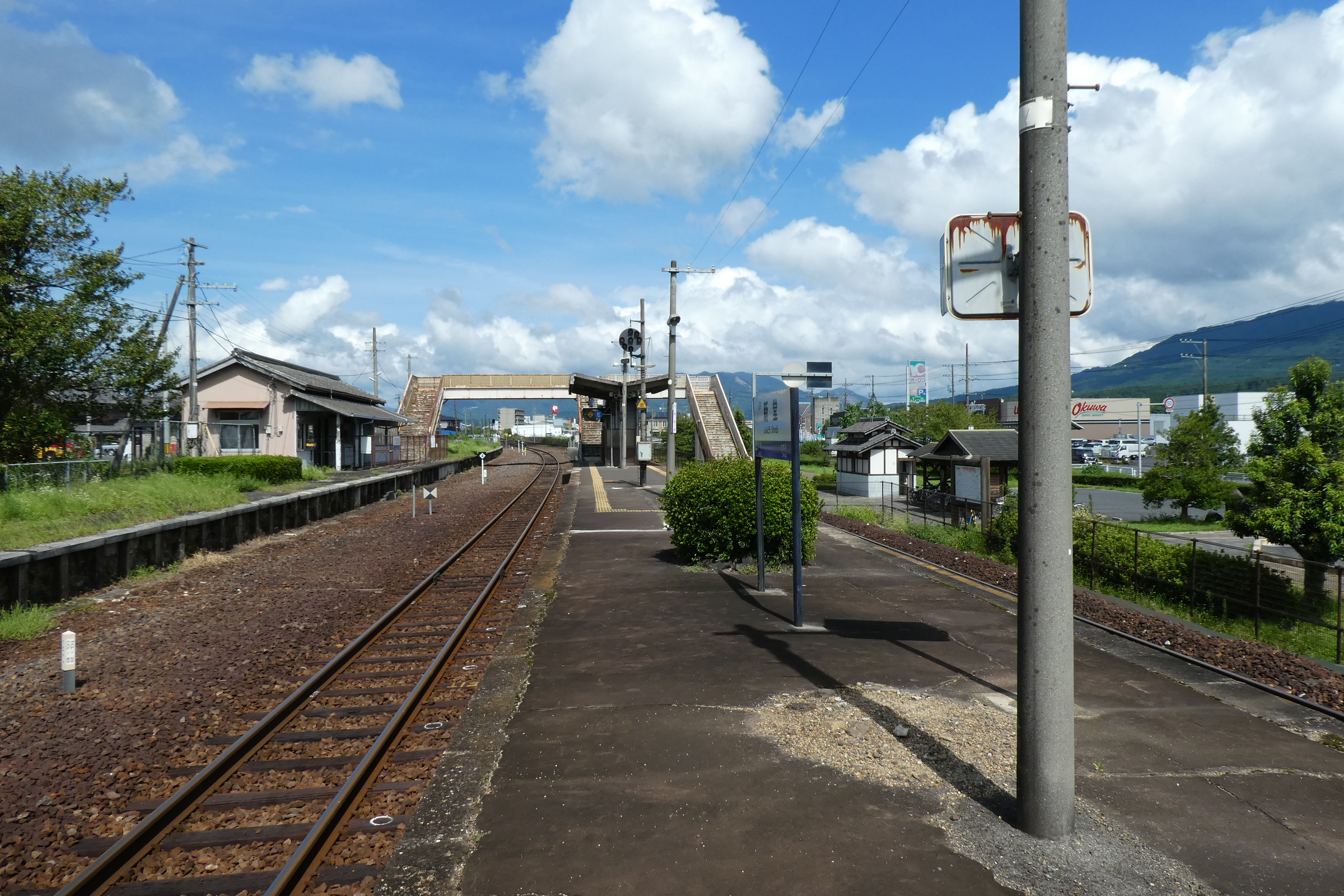
ホーム全景（2019年9月）
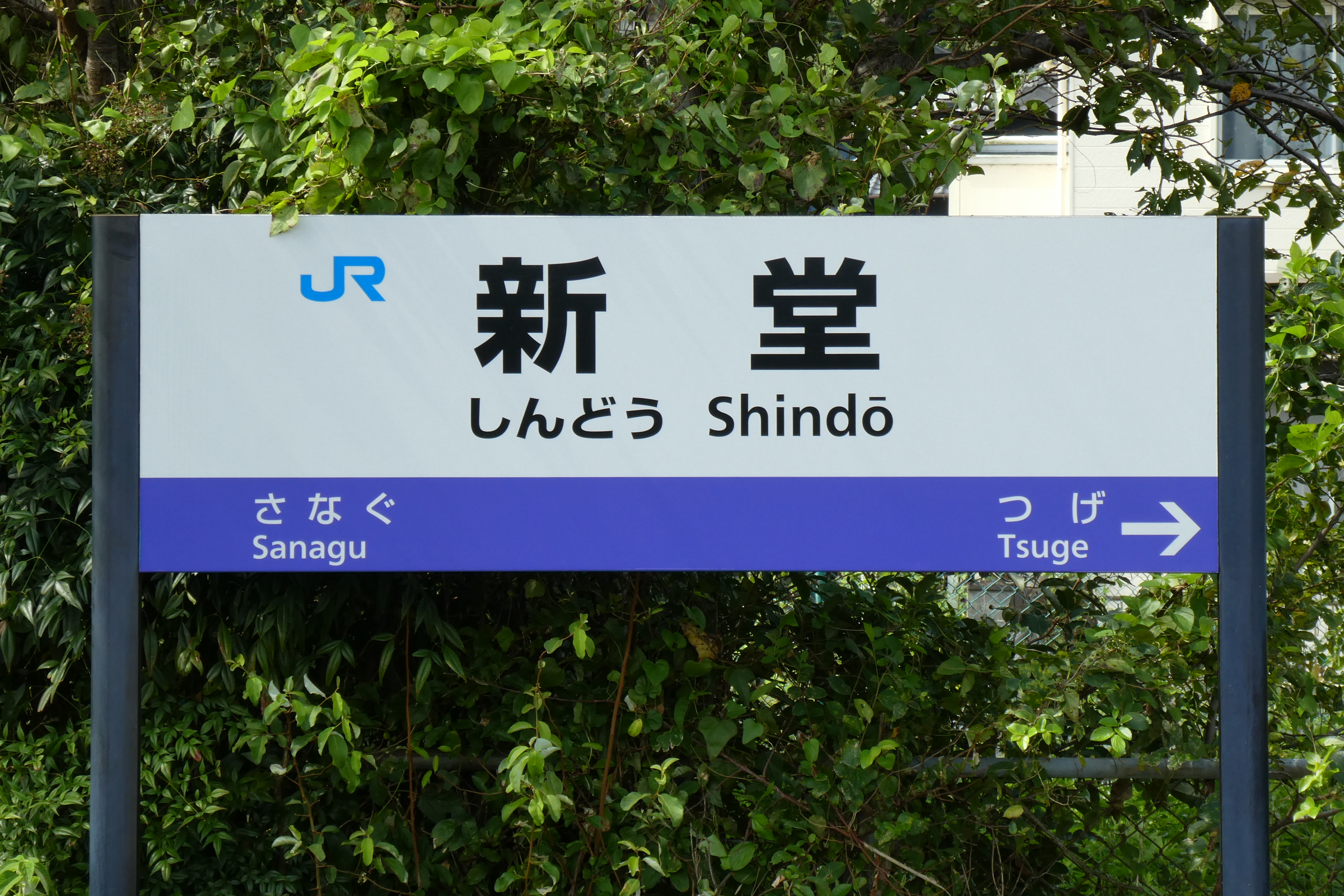
駅名標（2019年9月）

## 利用状況
JR西日本の移動等円滑化取組報告書によれば、2023年度の1日当たりの利用者数は370人。「三重県統計書」によると、近年の1日平均乗車人員は以下の通りである。
| 年度   | 1日平均 乗車人員 |
| ------ | ---------------- |
| 1997年 | 450              |
| 1998年 | 426              |
| 1999年 | 414              |
| 2000年 | 391              |
| 2001年 | 324              |
| 2002年 | 333              |
| 2003年 | 369              |
| 2004年 | 343              |
| 2005年 | 331              |
| 2006年 | 330              |
| 2007年 | 323              |
| 2008年 | 299              |
| 2009年 | 269              |
| 2010年 | 297              |
| 2011年 | 299              |
| 2012年 | 298              |
| 2013年 | 283              |
| 2014年 | 246              |
| 2015年 | 246              |
| 2016年 | 240              |
| 2017年 | 217              |
| 2018年 | 211              |
| 2019年 | 195              |

## 駅周辺
伊賀盆地にある駅の1つであり、周辺は田畑が広がる。付近を国道25号（旧道・非名阪）と並行し、それに沿ってロードサイド店舗がいくつかある。北口側には住宅が多く、付近には大善寺や神明神社がある。南口側は国道25号（旧道・非名阪）と並行しており、2000年代のはじめに行われた周辺整備事業によりロータリーが設置され、その後DMG森精機によって複合施設の建設が行われた。完成した複合施設にはSHINDO YARDS（）の愛称が付き、市役所支所・図書館分室と北伊勢上野信用金庫の支店は同施設内に集約され、2023年11月6日に開所した。南へ進むと名阪国道御代IC・三重県立あけぼの学園高等学校・DMG森精機伊賀事業所に至るが、いずれも駅からやや離れた所にある。
北口
- 大善寺
- 神明神社
- 大井氏城跡
- 伊賀大観世音菩薩
- ハマキョウレックス伊賀営業所
- いちょう窯[22]

南口
- ヤンマーアグリジャパン伊賀支店
- オークワ伊賀新堂店
- SHINDO YARDS（）
  - 伊賀市役所伊賀支所
  - 伊賀市上野図書館いがまち図書室[23]
  - 北伊勢上野信用金庫柘植支店 / 阿山町支店[24]
- 伊賀市立霊峰中学校
- 伊賀市立西柘植小学校
- 西柘植保育園
- 伊賀郵便局
- 橋本酒造場[25]
- 橋本策生誕地碑
- 専念寺 - 伊賀二十二番霊場[26]
- 国道25号（旧道・非名阪）
- 柘植川
- 三十三銀行伊賀新堂支店／佐那具支店
- JAいがふるさと 伊賀支店
- コメリハード&グリーン伊賀店

## バス路線
駅南口に「新堂駅南口」停留所があり、下記の各路線が発着する。かつては駅北口側に停留所を設けていたが、駅南口が整備された後はそちらに移設された。
三重交通
- 27系統（柘植線）[27]
  - 上野市駅
- 29系統（柘植線）[27]
  - 上野市駅

いがまち行政サービス巡回車
- 柘植・西柘植線
  - 消防署東分署前 / 保健福祉センター
- 西柘植・壬生野線
  - 消防署東分署前
- 希望ヶ丘線
  - 消防署東分署前 / 希望ヶ丘口

阿山行政サービス巡回車
- 玉滝鞆田線[28]
  - 阿山支所
- 丸柱河合線[29]
  - 阿山支所

備考
- いがまち行政サービス巡回車と阿山行政サービス巡回車は、ともに平日のみ運行。

## 隣の駅
西日本旅客鉄道（JR西日本）
 関西本線
柘植駅 - 新堂駅 - 佐那具駅